# Saison 2011 de la Super League
La Saison 2011 de la Super League (connu pour des raisons de partenariats comme la Engage Super League XVI) est la seizième saison de cette compétition depuis que celle-ci a été créée en 1996. Quatorze équipes joueront 27 journées de championnat (phase régulière), les huit meilleures d'entre elles seront qualifiées pour les phases finales, dans le but de se qualifier pour la Grande Finale et pouvoir gagner le Trophée de la Super League. Le coup d'envoi officiel de la saison est le 12 février 2011 « Magic Weekend » au Millenium de Cardiff (pays de Galles).

## Équipes

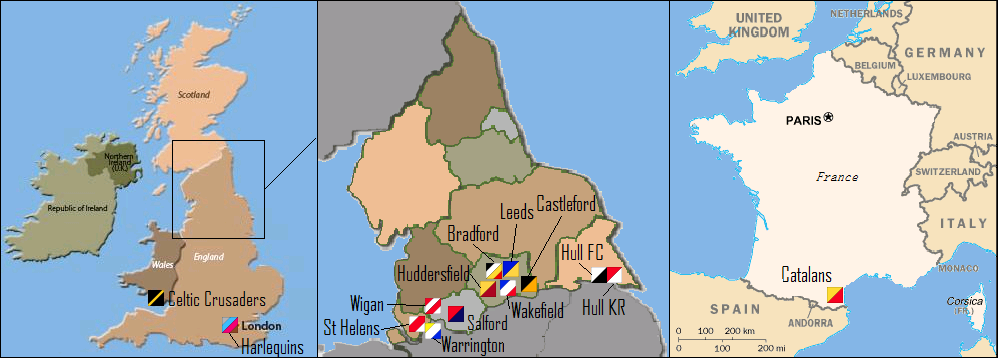
Localisation des clubs disputant la Super League 2011.

| Franchise                      | Stade                    | Capacité | Localisation                                       |
| Bradford Bulls                 | Grattan Stadium          | 27 491   | Bradford, Yorkshire de l'Ouest, Angleterre         |
| Castleford Tigers              | The Jungle               | 11 750   | Castleford, Yorkshire de l'Ouest, Angleterre       |
| Dragons Catalans (saison 2011) | Stade Gilbert-Brutus     | 10 460   | Perpignan, Pyrénées-Orientales, France             |
| Crusaders                      | The Racecourse Ground    | 15 500   | Wrexham, Clwyd, pays de Galles                     |
| Harlequins                     | The Stoop                | 14 816   | Twickenham, Londres, Angleterre                    |
| Huddersfield Giants            | Galpharm Stadium         | 24 544   | Huddersfield, Yorkshire de l'Ouest, Angleterre     |
| Hull FC                        | KC Stadium               | 25 404   | Kingston-upon-Hull, Yorkshire de l'Est, Angleterre |
| Hull KR                        | New Craven Park          | 9 024    | Kingston-upon-Hull, Yorkshire de l'Est, Angleterre |
| Leeds Rhinos                   | Headingley Rugby Stadium | 22 250   | Leeds, Yorkshire de l'Ouest, Angleterre            |
| Salford City Reds              | The Willows              | 11 363   | Salford, Grand Manchester, Angleterre              |
| St Helens RLFC                 | Halton Stadium           | 13 350   | Widnes, Cheshire, Angleterre                       |
| Wakefield Wildcats             | Belle Vue                | 12 600   | Wakefield, Yorkshire de l'Ouest, Angleterre        |
| Warrington Wolves              | Halliwell Jones Stadium  | 13 024   | Warrington, Cheshire, Angleterre                   |
| Wigan Warriors                 | DW Stadium               | 25 138   | Wigan, Grand Manchester, Angleterre                |

| Champion en titre |

## Matchs de la phase régulière

### 1rejournée
| Huddersfield Giants | 28–18 | Warrington Wolves          | 12 février | Millennium Stadium | Ben Thaler         | 30,891 |
| Harlequins RL       | 11–4  | Dragons Catalans           | 12 février | Millennium Stadium | Robert Hicks       | 30,891 |
| Castleford Tigers   | 40–20 | Wakefield Trinity Wildcats | 12 février | Millennium Stadium | Jamie Child        | 30,891 |
| St. Helens          | 16–16 | Wigan Warriors             | 12 février | Millennium Stadium | Richard Silverwood | 30,891 |
| Salford City Reds   | 12–42 | Crusaders                  | 13 février | Millennium Stadium | Thierry Alibert    | 29,323 |
| Leeds Rhinos        | 32–28 | Bradford Bulls             | 13 février | Millennium Stadium | Steve Ganson       | 29,323 |
| Hull FC             | 22–34 | Hull KR                    | 13 février | Millennium Stadium | Phil Bentham       | 29,323 |

### 2ejournée
| Hull FC           | 18–32 | Leeds Rhinos               | 18 février | KC Stadium              | Richard Silverwood | 12,513 |
| Salford City Reds | 22–56 | St. Helens                 | 18 février | The Willows             | Robert Hicks       | 5,929  |
| Dragons Catalans  | 18–34 | Wakefield Trinity Wildcats | 19 février | Stade Gilbert-Brutus    | Ben Thaler         | 7,500  |
| Castleford Tigers | 18–12 | Huddersfield Giants        | 19 février | PROBIZ Coliseum         | Steve Ganson       | 5,992  |
| Harlequins RL     | 20–18 | Crusaders                  | 20 février | Twickenham Stoop        | Jamie Child        | 1,766  |
| Bradford Bulls    | 10–44 | Wigan Warriors             | 20 février | Odsal                   | Phil Bentham       | 15,348 |
| Warrington Wolves | 24–22 | Hull KR                    | 20 février | Halliwell Jones Stadium | Thierry Alibert    | 10,899 |

### 3ejournée
| Leeds Rhinos               | 26–36 | Harlequins RL     | 25 février | Headingley Rugby Stadium | Ben Thaler         | 14,350 |
| St. Helens                 | 18–25 | Warrington Wolves | 25 février | Halton Stadium           | Phil Bentham       | 10,514 |
| Crusaders                  | 26–30 | Bradford Bulls    | 26 février | Racecourse Ground        | Richard Silverwood | 2,615  |
| Huddersfield Giants        | 20–10 | Hull FC           | 27 février | Galpharm Stadium         | Robert Hicks       | 8,822  |
| Hull KR                    | 18–31 | Dragons Catalans  | 27 février | Craven Park              | Jamie Child        | 8,092  |
| Wakefield Trinity Wildcats | 6–32  | Salford City Reds | 27 février | Belle Vue                | Steve Ganson       | 6,823  |
| Wigan Warriors             | 26–16 | Castleford Tigers | 6 juillet  | DW Stadium               | Phil Bentham       | 13,096 |

### 4ejournée
| Harlequins RL     | 10–18 | Huddersfield Giants        | 4 mars | Twickenham Stoop                | Phil Bentham       | 2,624  |
| Hull FC           | 42–18 | Crusaders                  | 4 mars | Kingston Communications Stadium | Ben Thaler         | 10,422 |
| Salford City Reds | 16–32 | Wigan Warriors             | 4 mars | The Willows                     | Jamie Childs       | 6,266  |
| Dragons Catalans  | 16–22 | St. Helens                 | 5 mars | Stade Gilbert-Brutus            | Thierry Alibert    | 7,095  |
| Warrington Wolves | 40–24 | Leeds Rhinos               | 5 mars | Halliwell Jones Stadium         | Steve Ganson       | 11,438 |
| Bradford Bulls    | 40–18 | Wakefield Trinity Wildcats | 6 mars | Odsal Stadium                   | Robert Hicks       | 12,835 |
| Castleford Tigers | 27–14 | Hull KR                    | 6 mars | PROBIZ Coliseum                 | Richard Silverwood | 8,537  |

### 5ejournée
| Leeds Rhinos               | 46–12 | Salford City Reds | 11 mars | Headingley Rugby Stadium | Thierry Alibert    | 13,068 |
| St. Helens                 | 16–27 | Harlequins RL     | 11 mars | Stobart Stadium Halton   | Gareth Hewer       | 6,050  |
| Wakefield Trinity Wildcats | 6–22  | Warrington Wolves | 11 mars | Belle Vue                | Richard Silverwood | 5,072  |
| Castleford Tigers          | 34–24 | Dragons Catalans  | 12 mars | The Jungle               | Phil Bentham       | 4,889  |
| Huddersfield Giants        | 50–16 | Bradford Bulls    | 13 mars | Galpharm Stadium         | Jamie Child        | 9,466  |
| Wigan Warriors             | 14–12 | Hull FC           | 13 mars | DW Stadium               | Steve Ganson       | 15,346 |
| Hull KR                    | 40–22 | Crusaders         | 13 mars | Craven Park              | Robert Hicks       | 8,602  |

### 6ejournée
| Huddersfield Giants | 6–20  | Wigan Warriors             | 18 mars | Galpharm Stadium                | Ben Thaler         | 8,151  |
| Salford City Reds   | 34–18 | Hull KR                    | 18 mars | The Willows                     | Gareth Hewer       | 4,408  |
| Hull FC             | 6–20  | Wakefield Trinity Wildcats | 18 mars | Kingston Communications Stadium | Thierry Alibert    | 11,032 |
| Crusaders           | 22–32 | Dragons Catalans           | 18 mars | Racecourse Ground               | Jamie Child        | 3,517  |
| Leeds Rhinos        | 16–30 | St. Helens                 | 19 mars | Headingley Rugby Stadium        | Richard Silverwood | 16,034 |
| Warrington Wolves   | 82–6  | Harlequins RL              | 20 mars | Halliwell Jones Stadium         | Steve Ganson       | 11,506 |
| Bradford Bulls      | 18–14 | Castleford Tigers          | 20 mars | Odsal Stadium                   | Robert Hicks       | 14,348 |

### 7ejournée
| St. Helens                 | 28–16 | Bradford Bulls      | 25 mars | Stobart Stadium Halton | Richard Silverwood | 7,676  |
| Wigan Warriors             | 6–24  | Warrington Wolves   | 25 mars | DW Stadium             | Thierry Alibert    | 21,056 |
| Dragons Catalans           | 10–22 | Salford City Reds   | 26 mars | Stade Gilbert-Brutus   | Robert Hicks       | 7,156  |
| Hull KR                    | 16–38 | Huddersfield Giants | 26 mars | Craven Park            | Steve Ganson       | 7,502  |
| Harlequins RL              | 30–40 | Hull FC             | 27 mars | Twickenham Stoop       | Phil Bentham       | 3,052  |
| Castleford Tigers          | 56–16 | Crusaders           | 27 mars | The Jungle             | Ben Thaler         | 6,030  |
| Wakefield Trinity Wildcats | 6–28  | Leeds Rhinos        | 27 mars | Belle Vue              | Jamie Child        | 8,763  |

### 8ejournée
| Hull FC             | 18–20 | Castleford Tigers          | 1er avril | Kingston Communications Stadium | Jamie Child        | 11,856 |
| Leeds Rhinos        | 22–22 | Wigan Warriors             | 1er avril | Headingley Rugby Stadium        | Richard Silverwood | 16,118 |
| St. Helens          | 34–16 | Hull KR                    | 1er avril | Stobart Stadium Halton          | Ben Taylor         | 7,740  |
| Salford City Reds   | 10–16 | Crusaders                  | 2 avril   | The Willows                     | Steven Ganson      | 3,416  |
| Huddersfield Giants | 34–10 | Wakefield Trinity Wildcats | 3 avril   | Galpharm Stadium                | Robert Hicks       | 7,267  |
| Warrington Wolves   | 20–22 | Dragons Catalans           | 3 avril   | Halliwell Jones Stadium         | Phil Bentham       | 10,056 |
| Bradford Bulls      | 24–22 | Harlequins RL              | 3 avril   | Odsal Stadium                   | Thierry Alibert    | 12,354 |

### 9ejournée
| Hull FC                    | 34–24 | Bradford Bulls    | 8 avril  | Kingston Communications Stadium | Ben Thaler         | 11,346 |
| Wigan Warriors             | 28–47 | Dragons Catalans  | 8 avril  | DW Stadium                      | Jamie Child        | 13,134 |
| Crusaders                  | 18–34 | St. Helens        | 8 avril  | Wrexham FC                      | Robert Hicks       | 4,002  |
| Huddersfield Giants        | 29–10 | Warrington Wolves | 8 avril  | Galpharm Stadium                | Richard Silverwood | 7,224  |
| Hull KR                    | 38–28 | Leeds Rhinos      | 9 avril  | Craven Park                     | Thierry Alibert    | 8,673  |
| Castleford Tigers          | 52–20 | Salford City Reds | 10 avril | The Jungle                      | Phil Bentham       | 6,741  |
| Wakefield Trinity Wildcats | 52–32 | Harlequins RL     | 10 avril | Belle Vue                       | Tim Roby           | 5,412  |

### 10ejournée
| Harlequins RL     | 26–26 | Castleford Tigers          | 15 avril | Twickenham Stoop Stadium | Michael Thomason   | 4,128  |
| Hull KR           | 16–28 | Wigan Warriors             | 15 avril | Craven Park              | Thierry Alibert    | 8,703  |
| Warrington Wolves | 64–6  | Crusaders                  | 15 avril | Halliwell Jones Stadium  | Tim Roby           | 10,002 |
| Leeds Rhinos      | 6–38  | Huddersfield Giants        | 15 avril | Headingley Rugby Stadium | Ben Thaler         | 14,768 |
| St. Helens        | 52–6  | Wakefield Trinity Wildcats | 15 avril | Stobart Stadium Halton   | Steven Ganson      | 7,003  |
| Dragons Catalans  | 28–10 | Hull FC                    | 16 avril | Stade Gilbert-Brutus     | Richard Silverwood | 8,025  |
| Salford City Reds | 56–16 | Bradford Bulls             | 16 avril | The Willows              | Jamie Child        | 2,809  |

### 11ejournée
| Bradford Bulls    | 22–30 | Leeds Rhinos               | 21 avril | Odsal             | Thierry Alibert    | 19,275 |
| Hull FC           | 36–18 | Hull KR                    | 22 avril | KC Stadium        | Phil Bentham       | 19,754 |
| Crusaders         | 32–6  | Huddersfield Giants        | 22 avril | Racecourse Ground | Steve Ganson       | 3,008  |
| Harlequins RL     | 30–37 | Dragons Catalans           | 22 avril | Twickenham Stoop  | Ben Thaler         | 2,069  |
| Wigan Warriors    | 28–24 | St. Helens                 | 22 avril | DW Stadium        | Richard Silverwood | 24,057 |
| Salford City Reds | 0–60  | Warrington Wolves          | 22 avril | The Willows       | Robert Hicks       | 7,496  |
| Castleford Tigers | 24–28 | Wakefield Trinity Wildcats | 22 avril | PROBIZ Coliseum   | Jamie Child        | 9,020  |

### 12ejournée
| Dragons Catalans           | 8–8   | Bradford Bulls    | 25 avril | Stade Gilbert-Brutus     | Steve Ganson       | 9,496  |
| Hull KR                    | 37–24 | Harlequins RL     | 25 avril | Craven Park              | Richard Silverwood | 7,139  |
| Wakefield Trinity Wildcats | 0–26  | Wigan Warriors    | 25 avril | Belle Vue                | Robert Hicks       | 8,163  |
| Warrington Wolves          | 10–24 | Hull FC           | 25 avril | Halliwell Jones Stadium  | Ben Thaler         | 12,036 |
| Leeds Rhinos               | 34–16 | Crusaders         | 25 avril | Headingley Rugby Stadium | Jamie Child        | 14,165 |
| St. Helens                 | 22–20 | Castleford Tigers | 25 avril | Stobart Stadium Halton   | Phil Bentham       | 8,010  |
| Huddersfield Giants        | 52–22 | Salford City Reds | 26 avril | Galpharm Stadium         | Thierry Alibert    | 6,042  |

### 13ejournée
| Castleford Tigers          | 6–48  | Leeds Rhinos        | 29 avril | PROBIZ Coliseum                 | Richard Silverwood | 9,860  |
| Dragons Catalans           | 13–12 | Huddersfield Giants | 30 avril | Stade Gilbert-Brutus            | Ben Thaler         | 7,825  |
| Harlequins RL              | 16–34 | Salford City Reds   | 30 avril | Twickenham Stoop Stadium        | Robert Hicks       | 1,957  |
| Crusaders                  | 16–48 | Wigan Warriors      | 1er mai  | Wrexham FC                      | Jamie Child        | 5,037  |
| Wakefield Trinity Wildcats | 26–24 | Hull KR             | 1er mai  | Belle Vue                       | Phil Bentham       | 7,283  |
| Bradford Bulls             | 14–58 | Warrington Wolves   | 1er mai  | Grattan Stadium                 | Thierry Alibert    | 14,134 |
| Hull FC                    | 24–24 | St. Helens          | 2 mai    | Kingston Communications Stadium | Steve Ganson       | 11,933 |

### 14ejournée
| Warrington Wolves   | 62–0  | Castleford Tigers          | 13 mai | Halliwell Jones Stadium  | Steve Ganson       | 9,958  |
| Crusaders           | 23–10 | Wakefield Trinity Wildcats | 13 mai | Wrexham FC               | Phil Bentham       | 3,241  |
| Leeds Rhinos        | 30–6  | Dragons Catalans           | 13 mai | Headingley Rugby Stadium | Robert Hicks       | 13,273 |
| Salford City Reds   | 16–32 | Hull FC                    | 13 mai | The Willows              | Ben Thaler         | 3,983  |
| Wigan Warriors      | 54–6  | Harlequins RL              | 13 mai | DW Stadium               | Jamie Child        | 12,813 |
| Huddersfield Giants | 40–18 | St. Helens                 | 14 mai | Galpharm Stadium         | Thierry Alibert    | 7,843  |
| Hull KR             | 46–18 | Bradford Bulls             | 15 mai | Craven Park              | Richard Silverwood | 7,923  |

### 15ejournée
| Hull FC                    | 20–34 | Huddersfield Giants | 27 mai | Kingston Communications Stadium | Thierry Alibert    | 11,274 |
| Leeds Rhinos               | 6–42  | Warrington Wolves   | 27 mai | Headingley Rugby Stadium        | Jamie Child        | 17,276 |
| St. Helens                 | 28–12 | Crusaders           | 27 mai | Stobart Stadium Halton          | Ben Taylor         | 6,752  |
| Castleford Tigers          | 56–24 | Harlequins RL       | 29 mai | The PROBIZ Coliseum             | Robert Hicks       | 7,072  |
| Wakefield Trinity Wildcats | 22–42 | Dragons Catalans    | 29 mai | Belle Vue                       | Tim Roby           | 4,561  |
| Bradford Bulls             | 28–14 | Salford City Reds   | 29 mai | Odsal Stadium                   | Richard Silverwood | 12,487 |
| Wigan Warriors             | 40–6  | Hull KR             | 30 mai | DW Stadium                      | Phil Bentham       | 14,779 |

### 16ejournée
| Crusaders           | 16–56 | Warrington Wolves          | 3 juin | Wrexham FC               | Robert Hicks       | 4,907  |
| Salford City Reds   | 34–12 | Wakefield Trinity Wildcats | 3 juin | The Willows              | Jamie Child        | 3,213  |
| St. Helens          | 42–16 | Leeds Rhinos               | 3 juin | Stobart Stadium Halton   | Phil Bentham       | 9,062  |
| Dragons Catalans    | 20–12 | Wigan Warriors             | 4 juin | Stade Gilbert Brutus     | Richard Silverwood | 9,372  |
| Harlequins RL       | 16–30 | Bradford Bulls             | 4 juin | Twickenham Stoop Stadium | Thierry Alibert    | 4,253  |
| Huddersfield Giants | 40–18 | Castleford Tigers          | 5 juin | Shay Stadium             | Ben Thaler         | 5,237  |
| Hull KR             | 17–10 | Hull FC                    | 5 juin | Craven Park              | Steve Ganson       | 10,250 |

### 17ejournée
| Dragons Catalans           | 31–18 | Crusaders           | 11 juin | Stade Gilbert Brutus            | Steve Ganson       | 7,125  |
| Castleford Tigers          | 22–22 | Wigan Warriors      | 12 juin | The PROBIZ Coliseum             | Phil Bentham       | 7,263  |
| Wakefield Trinity Wildcats | 13–10 | Huddersfield Giants | 12 juin | Belle Vue                       | Thierry Alibert    | 5,436  |
| Warrington Wolves          | 16–18 | Salford City Reds   | 12 juin | Halliwell Jones Stadium         | Ben Thaler         | 10,339 |
| Hull FC                    | 38–6  | Harlequins RL       | 12 juin | Kingston Communications Stadium | Richard Silverwood | 11,139 |
| Leeds Rhinos               | 44–14 | Hull KR             | 12 juin | Headingley Rugby Stadium        | Robert Hicks       | 13,669 |
| Bradford Bulls             | 14–14 | St. Helens          | 12 juin | Odsal Stadium                   | Jamie Child        | 13,224 |

### 18ejournée
| Crusaders           | 7–12  | Leeds Rhinos               | 17 juin | Wrexham FC               | Ben Thaler         | 3,035  |
| Salford City Reds   | 8–15  | Castleford Tigers          | 17 juin | The Willows              | Phil Bentham       | 3,587  |
| St. Helens          | 10–32 | Wigan Warriors             | 17 juin | Stobart Stadium Halton   | Thierry Alibert    | 11,540 |
| Harlequins RL       | 40–22 | Wakefield Trinity Wildcats | 18 juin | Twickenham Stoop Stadium | Robert Hicks       | 2,875  |
| Huddersfield Giants | 28–20 | Dragons Catalans           | 19 juin | Shay Stadium             | Richard Silverwood | 5,132  |
| Hull KR             | 16–46 | Warrington Wolves          | 19 juin | Craven Park              | Steve Ganson       | 8,143  |
| Bradford Bulls      | 14–28 | Hull FC                    | 19 juin | Odsal Stadium            | Phil Bentham       | 14,414 |

### 19ejournée
| Crusaders                  | 18–22 | Salford City Reds   | 24 juin | Wrexham FC                   | Robert Hicks       | 2,576  |
| Leeds Rhinos               | 12–18 | Bradford Bulls      | 24 juin | Headingley Rugby Stadium     | Steve Ganson       | 18,095 |
| Warrington Wolves          | 35–28 | St. Helens          | 24 juin | Halliwell Jones Stadium      | Richard Silverwood | 13,257 |
| Wigan Warriors             | 46–12 | Huddersfield Giants | 24 juin | DW Stadium                   | Phil Bentham       | 19,169 |
| Dragons Catalans           | 54–20 | Castleford Tigers   | 25 juin | Stade Gilbert Brutus         | Thierry Alibert    | 8,695  |
| Harlequins RL              | 0–34  | Hull KR             | 25 juin | Twickenham Stoop Stadium     | Ben Thaler         | 2,927  |
| Wakefield Trinity Wildcats | 18–52 | Hull FC             | 26 juin | The Rapid Solicitors Stadium | James Child        | 7,965  |

### 20ejournée
| Salford City Reds   | 26–16 | Harlequins RL              | 1er juillet | The Willows            | Richard Silverwood | 3,065  |
| St. Helens          | 28–14 | Hull FC                    | 1er juillet | Stobart Stadium Halton | Ben Thaler         | 7,053  |
| Wigan Warriors      | 26–24 | Leeds Rhinos               | 1er juillet | DW Stadium             | Thierry Alibert    | 16,426 |
| Castleford Tigers   | 18–48 | Warrington Wolves          | 1er juillet | The PROBIZ Coliseum    | James Child        | 5,947  |
| Huddersfield Giants | 40–12 | Crusaders                  | 3 juillet   | Shay Stadium           | Steve Ganson       | 4,892  |
| Hull KR             | 70–14 | Wakefield Trinity Wildcats | 3 juillet   | Craven Park            | Robert Hicks       | 8,025  |
| Bradford Bulls      | 28–34 | Dragons Catalans           | 2 juillet   | Odsal Stadium          | Phil Bentham       | 12,670 |

### 21ejournée
| Hull FC                    | 52–16 | Salford City Reds   | 8 juillet  | Kingston Communications Stadium | Phil Bentham       | 11,699 |
| Crusaders                  | 10–38 | Hull KR             | 9 juillet  | Racecourse Ground               | Thierry Alibert    | 2,820  |
| Harlequins RL              | 6–38  | Wigan Warriors      | 9 juillet  | Twickenham Stoop Stadium        | Robert Hicks       | 4,423  |
| Dragons Catalans           | 38–18 | Leeds Rhinos        | 10 juillet | Stade Gilbert Brutus            | James Child        | 10,688 |
| Castleford Tigers          | 34–30 | Bradford Bulls      | 10 juillet | The PROBIZ Coliseum             | Richard Silverwood | 7,004  |
| Wakefield Trinity Wildcats | 6–46  | St. Helens          | 10 juillet | The Rapid Solicitors Stadium    | Steve Ganson       | 5,985  |
| Warrington Wolves          | 28–16 | Huddersfield Giants | 8 juillet  | Halliwell Jones Stadium         | Ben Thaler         | 10,283 |

### 22ejournée
| Crusaders      | 20–26 | Castleford Tigers          | 15 juillet | Racecourse Ground        | Ben Thaler         | 3,055  |
| Leeds Rhinos   | 20–0  | Hull FC                    | 15 juillet | Headingley Rugby Stadium | Richard Silverwood | 14,809 |
| St. Helens     | 40–18 | Dragons Catalans           | 15 juillet | Stobart Stadium Halton   | Phil Bentham       | 7,076  |
| Wigan Warriors | 48–6  | Wakefield Trinity Wildcats | 15 juillet | DW Stadium               | Thierry Alibert    | 13,095 |
| Harlequins RL  | 24–54 | Warrington Wolves          | 16 juillet | Twickenham Stoop Stadium | Steve Ganson       | 3,842  |
| Hull KR        | 21–8  | Salford City Reds          | 17 juillet | Craven Park              | Tim Roby           | 7,834  |
| Bradford Bulls | 36–0  | Huddersfield Giants        | 17 juillet | Odsal Stadium            | James Child        | 14,047 |

### 23ejournée
| Hull FC                    | 16–30 | Wigan Warriors | 29 juillet | Kingston Communications Stadium | Ben Thaler         | 11,729 |
| Salford City Reds          | 22–30 | Leeds Rhinos   | 29 juillet | The Willows                     | Richard Silverwood | 4,024  |
| Dragons Catalans           | 48–22 | Harlequins RL  | 30 juillet | Stade Gilbert Brutus            | John Child         | 8,471  |
| Castleford Tigers          | 26–46 | St. Helens     | 31 juillet | The PROBIZ Coliseum             | Robert Hicks       | 6,802  |
| Huddersfield Giants        | 46–26 | Hull KR        | 31 juillet | Galpharm Stadium                | Thierry Albert     | 6,464  |
| Wakefield Trinity Wildcats | 6–40  | Crusaders      | 31 juillet | The Rapid Solicitors Stadium    | Phil Bentham       | 6,428  |
| Warrington Wolves          | 64–6  | Bradford Bulls | 31 juillet | Halliwell Jones Stadium         | Steve Ganson       | 10,641 |

### 24ejournée
| Crusaders         | 31–12 | Harlequins RL              | 12 aout | Racecourse Ground               | Richard Silverwood | 2,259  |
| Hull FC           | 40–8  | Dragons Catalans           | 12 aout | Kingston Communications Stadium | Steve Ganson       | 10,739 |
| Leeds Rhinos      | 56–0  | Castleford Tigers          | 12 aout | Headingley Rugby Stadium        | Thierry Alibert    | 15,156 |
| St. Helens        | 19–6  | Huddersfield Giants        | 12 aout | Stobart Stadium Halton          | Phil Bentham       | 6,421  |
| Wigan Warriors    | 52–18 | Salford City Reds          | 42 aout | DW Stadium                      | Robert Hicks       | 13,607 |
| Warrington Wolves | 66–12 | Wakefield Trinity Wildcats | 14 aout | Halliwell Jones Stadium         | Ben Thaler         | 10,296 |
| Bradford Bulls    | 8–34  | Hull KR                    | 14 aout | Odsal Stadium                   | John Child         | 13,441 |

### 25ejournée
| Crusaders                  | 18–58 | Hull FC             | 19 aout | Racecourse Ground        |            | 3,827  |
| Salford City Reds          | 24–18 | Huddersfield Giants | 19 aout | The Willows              |            | 3,458  |
| Wigan Warriors             | 60–12 | Bradford Bulls      | 19 aout | DW Stadium               | Ben Thaler | 13,940 |
| Dragons Catalans           | 12–25 | Warrington Wolves   | 20 aout | Stade Gilbert Brutus     | TBC        | 9,495  |
| Harlequins RL              | 32–22 | Leeds Rhinos        | 20 aout | Twickenham Stoop Stadium | TBC        | 3,241  |
| Hull KR                    | 24–22 | St. Helens          | 21 aout | New Craven Park          | TBC        | 8,356  |
| Wakefield Trinity Wildcats | 30–34 | Castleford Tigers   | 21 aout | Rapid Solicitors Stadium | TBC        | 6,784  |

### 26ejournée
| Leeds Rhinos        | 64–20 | Wakefield Trinity Wildcats | 2 septembre | Headingley Rugby Stadium | Ben Thaler         | 15.511 |
| St. Helens          | 31–6  | Salford City Reds          | 2 septembre | Stobart Stadium Halton   | Phil Bentham       | 7,377  |
| Dragons Catalans    | 28–30 | Hull KR                    | 3 septembre | Stade Gilbert-Brutus     | Jamie Child        | 8,252  |
| Castleford Tigers   | 18–50 | Hull FC                    | 4 septembre | The Jungle               | Steve Ganson       | 7,866  |
| Huddersfield Giants | 50–12 | Harlequins RL              | 4 septembre | Galpharm Stadium         | Thierry Albert     | 5,220  |
| Warrington Wolves   | 39–12 | Wigan Warriors             | 4 septembre | Halliwell Jones Stadium  | Richard Sliverwood | 13,024 |
| Bradford Bulls      | 48–24 | Crusaders                  | 4 septembre | Odsal Stadium            | Robert Hicks       | 12,998 |

### 27ejournée
| Hull FC                    | 12–34 | Warrington Wolves | 9 septembre  | Kingston Communications Stadium | S Ganson     | 10,845 |
| Wigan Warriors             | 42–10 | Crusaders         | 9 septembre  | DW Stadium                      | R Hicks      | 19,104 |
| Harlequins RL              | 16–34 | St. Helens        | 10 septembre | Twickenham Stoop Stadium        | T Roby       | 3,546  |
| Huddersfield Giants        | 24–31 | Leeds Rhinos      | 11 septembre | Galpharm Stadium                | J Child      | 10,428 |
| Hull Kingston Rovers       | 26–24 | Castleford Tigers | 10 septembre | Craven Park                     | R Silverwood | 8,936  |
| Salford City Reds          | 18–44 | Dragons Catalans  | 11 septembre | The Willows                     | T Alibert    | 10,146 |
| Wakefield Trinity Wildcats | 26–14 | Bradford Bulls    | 9 septembre  | The Rapid Solicitors Stadium    | P Bentham    | 6,486  |

## Classement de la phase régulière
| Rang | Franchise           | J  | V  | N | D  | Pm   | Pe  | Diff | Pts |
| ---- | ------------------- | -- | -- | - | -- | ---- | --- | ---- | --- |
| 1    | Warrington Wolves   | 27 | 22 | 0 | 5  | 1072 | 401 | +671 | 44  |
| 2    | Wigan Warriors (T)  | 27 | 20 | 3 | 4  | 852  | 432 | +420 | 43  |
| 3    | St Helens RLFC      | 27 | 17 | 3 | 7  | 782  | 515 | +267 | 37  |
| 4    | Huddersfield Giants | 27 | 16 | 0 | 11 | 707  | 524 | +183 | 32  |
| 5    | Leeds Rhinos        | 27 | 15 | 1 | 11 | 757  | 603 | +154 | 31  |
| 6    | Dragons catalans    | 27 | 15 | 1 | 11 | 689  | 626 | +63  | 31  |
| 7    | Hull KR             | 27 | 14 | 0 | 13 | 713  | 692 | +21  | 28  |
| 8    | Hull FC             | 27 | 13 | 1 | 13 | 718  | 569 | +149 | 27  |
| 9    | Castleford Tigers   | 27 | 12 | 2 | 13 | 664  | 808 | -144 | 26  |
| 10   | Bradford Bulls      | 27 | 9  | 2 | 16 | 570  | 826 | -256 | 20  |
| 11   | Salford City Reds   | 27 | 10 | 0 | 17 | 542  | 809 | -267 | 20  |
| 12   | Harlequins RL       | 27 | 6  | 1 | 20 | 524  | 951 | -427 | 13  |
| 13   | Wakefield Wildcats  | 27 | 7  | 0 | 20 | 453  | 957 | -504 | 10  |
| 14   | Crusaders RL        | 27 | 6  | 0 | 21 | 527  | 857 | -330 | 8   |

|  | Qualifié pour les phases finales (no 1 à no 8). |
|  | T : tenant du titre ; Pts, points; J, matchs joués ; V, victoires ; N, match nuls ; D, défaites ; PM, points marqués ; PE, points encaissés ; Diff, différence de points ; T, tenant du titre. |

Attribution des points : deux points sont attribués pour une victoire, un point pour un match nul, aucun point en cas de défaite.

Les Crusaders et Wakefield sont sanctionnés d'un retrait de quatre points en début de saison en raison de redressements judiciaires.

## Statistiques

### Meilleurs scoreurs
| Rang | Joueur         | Club                    | Poste            | Points | Essais | Buts | Drops |
| 1    | Brett Hodgson  | Warrington Wolves       | Arrière          | 308    | 17     | 120  | 0     |
| 2    | Jamie Foster   | St Helens RLFC          | Centre           | 298    | 20     | 109  | 0     |
| 3    | Pat Richards   | Wigan Warriors          | Ailier           | 282    | 20     | 101  | 0     |
| 4    | Kevin Sinfield | Leeds Rhinos            | Demi d'ouverture | 236    | 1      | 115  | 2     |
| 5    | Scott Dureau   | Dragons Catalans        | Demi de mêlée    | 215    | 11     | 83   | 5     |
| 6    | Patrick Ah Van | Bradford Bulls          | Ailier           | 210    | 9      | 83   | 0     |
| 7    | Danny Tickle   | Hull FC                 | Deuxième ligne   | 202    | 9      | 83   | 0     |
| 8    | Kirk Dixon     | Castleford Tigers       | Centre           | 196    | 7      | 84   | 0     |
| 9    | Danny Brough   | Huddersfield Giants     | Demi de mêlée    | 191    | 8      | 79   | 1     |
| 10   | Luke Gale      | Harlequins Rugby League | Demi d'ouverture | 182    | 8      | 74   | 2     |

### Meilleurs marqueurs d'essais
| Rang | Joueur        | Club                 | Poste            | Essais |
| 1    | Sam Tomkins   | Wigan Warriors       | Demi d'ouverture | 26     |
| 2    | Ryan Hall     | Leeds Rhinos         | Ailier           | 24     |
| 2    | Kris Welham   | Hull Kingston Rovers | Centre           | 24     |
| 4    | Joel Monaghan | Warrington Wolves    | Ailier           | 23     |
| 5    | Ryan Atkins   | Warrington Wolves    | Centre           | 21     |
| 5    | Josh Charnley | Wigan Warriors       | Centre           | 21     |
| 5    | Kirk Yeaman   | Hull FC              | Centre           | 21     |
| 8    | Jamie Foster  | St Helens RLFC       | Ailier           | 20     |
| 8    | Pat Richards  | Wigan Warriors       | Ailier           | 20     |
| 10   | Tom Briscoe   | Hull FC              | Ailier           | 18     |

## Phase finale
| 1er tour des play offs     |         |                     |                   |                          |              |        |
| Warrington Wolves          | 47 – 0  | Huddersfield Giants | 16 septembre 2011 | Halliwell Jones Stadium  | Steve Ganson | 10 006 |
| Dragons Catalans           | 56 - 6  | Hull KR             | 17 septembre 2011 | Stade Gilbert-Brutus     | James Child  | 8 413  |
| Leeds Rhinos               | 42 – 10 | Hull FC             | 18 septembre 2011 | Headingley Rugby Stadium | Ben Thaler   | 9 075  |
| Wigan Warriors             | 18 - 26 | St Helens           | 18 septembre 2011 | DW Stadium               | Phil Bentham | 12 893 |
| Demi-finales préliminaires |         |                     |                   |                          |              |        |
| Huddersfield Giants        | 28 – 34 | Leeds Rhinos        | 23 septembre 2011 | Galpharm Stadium         | Phil Bentham | 7 872  |
| Wigan Warriors             | 44 – 0  | Dragons Catalans    | 25 septembre 2011 | DW Stadium               | Steve Ganson | 6 790  |
| Demi-finales               |         |                     |                   |                          |              |        |
| Warrington Wolves          | 24 – 26 | Leeds Rhinos        | 30 septembre 2011 | Halliwell Jones Stadium  | Steve Ganson | 12 074 |
| St Helens                  | 26 - 18 | Wigan Warriors      | 1er octobre 2011  | Stobart Stadium          | Phil Bentham | 9 421  |
| Grande finale              |         |                     |                   |                          |              |        |
| St Helens                  | 16–32   | Leeds Rhinos        | 8 octobre 2011    | Old Trafford, Manchester | Phil Bentham | 69 107 |

|           | 1er tour des play offs | 1er tour des play offs          | 1er tour des play offs | |                     |                                 |        | Demi-finales préliminaires | Demi-finales préliminaires |        |  |                |                | Demi-finales      | Demi-finales |  |  | Grande finale  | Grande finale |  |
|           |                        |                                 |                        | |                     |                                 |        |                            |                            |        |  |                |                |                   |              |  |  |                |               |  |
|           |                        | QPO1 :                          |                        | |                     |                                 |        |                            |                            |        |  |                |                |                   |              |  |  |                |               |  |
|           | 1                      | Warrington Wolves               | 47                     | |                     |                                 |        |                            |                            |        |  |                |                |                   |              |  |  |                |               |  |
|           | 4                      | Huddersfield Giants             | 0                      | |                     |                                 |        | PSF1 :                     |                            |        |  |                |                |                   |              |  |  |                |               |  |
|           |                        |                                 |                        | |                     |                                 |        | Wigan Warriors             | 44                         |        |  |                |                |                   |              |  |  |                |               |  |
|           |                        | EPO1 :                          | EPO1 :                 | |                     |                                 |        | Dragons Catalans           | 0                          |        |  |                |                | QSF1 :            | QSF1 :       |  |  |                |               |  |
|           | 5                      | Leeds Rhinos                    | 42                     | |                     |                                 |        |                            |                            |        |  |                |                | Warrington Wolves | 24           |  |  |                |               |  |
|           | 8                      | Hull FC                         | 10                     | |                     |                                 |        |                            |                            |        |  |                |                | Leeds Rhinos      | 26           |  |  | GF :           | GF :          |  |
|           |                        |                                 |                        | |                     |                                 |        |                            |                            |        |  |                |                |                   |              |  |  | St Helens RLFC | 16            |  |
|           |                        | EPO2 :                          | EPO2 :                 | EPO2 : |                     |                                 |        |                            |                            | QSF2 : |  |                |                | Leeds Rhinos      | 32           |  |  |                |               |  |
|           | 6                      | Dragons Catalans                | 56                     | |                     |                                 |        |                            |                            |        |  |                | St Helens RLFC | 26                |              |  |  |                |               |  |
|           | 7                      | Hull KR                         | 6                      | |                     | PSF2 :                          | PSF2 : |                            |                            |        |  | Wigan Warriors | 18             |                   |              |  |  |                |               |  |
|           |                        |                                 |                        | | Huddersfield Giants | 28                              |        |                            |                            |        |  |                |                |                   |              |  |  |                |               |  |
|           | QPO2 :                 | QPO2 :                          | QPO2 :                 | QPO2 : |                     |                                 |        | Leeds Rhinos               | 34                         |        |  |                |                |                   |              |  |  |                |               |  |
|           | 2                      | Wigan Warriors                  | 18                     | |                     |                                 |        |                            |                            |        |  |                |                |                   |              |  |  |                |               |  |
|           | 3                      | St Helens RLFC                  | 26                     | |                     |                                 |        |                            |                            |        |  |                |                |                   |              |  |  |                |               |  |
|           |                        |                                 |                        | \| Légende : \| \| Progression de l'équipe défaite \| \| Progression de l'équipe victorieuse \| \| Progression de l'équipe choisie \| |                     |                                 |        |                            |                            |        |  |                |                |                   |              |  |  |                |               |  |
| Légende : |                        | Progression de l'équipe défaite |                        | Progression de l'équipe victorieuse                                                                                                   |                     | Progression de l'équipe choisie |        |                            |                            |        |  |                |                |                   |              |  |  |                |               |  |

Semaine 1. Qualification/Elimination en phase finale : les rencontres sont déterminées suivant le classement des équipes de la saison régulière. Les équipes ayant obtenu un meilleur rang affrontant l'équipe ayant le moins bon rang. Les équipes ayant le meilleur rang reçoivent.
Semaine 2. Les demi-finales préliminaires : les rencontres sont déterminées suivant le classement des équipes de la saison régulière. Les équipes ayant obtenu un meilleur rang affrontant l'équipe ayant le moins bon rang. Les équipes ayant le meilleur rang reçoivent.
Semaine 3. Les demi-finales : les vainqueurs des précédentes phases qualificatives s'affrontent pour déterminer les deux finalistes. Les adversaires sont décidées en fonction du choix de l'équipe ayant obtenu le meilleur classement lors de la saison régulière entre les deux équipes ayant le moins bon classement. Ce sont les vainqueurs de la semaine 1 qui reçoivent.

## Prix
- Man of Steel : Rangi Chase (Castleford Tigers)
- Coach of the year : Trent Robinson (Dragons Catalans)
- engage Super League club of the year : Dragons Catalans
- Young player of the year : Jonny Lomax (St Helens RLFC)
- Carnegie community player of the year: Lee Radford (Hull FC)
- Frontline fairplay index winners : Hull FC
- Metre-maker : James Roby (St Helens RLFC)
- Hit Man : Danny Houghton (Hull FC)
- Mike Gregory spirit of rugby league award : Steve Prescott